# ذي هبيل (تعز)
ذي هبيل هي إحدى قرى الجمهورية اليمنية. تتبع جغرافيا لمحافظة تعز وإداريًا لمديرية المعافر. يبلغ تعداد سكانها 4678 نسمة حسب الإحصاء الذي أجري عام 2004.